# Італійська вулиця (Одеса)
Італійська вулиця — вулиця в центрі міста Одеси. Починається з Біржової площі та закінчується перетином із Пантелеймонівською вулицею та Привокзальною площею. З'явилась на карті міста в 1827 році.

## Історія

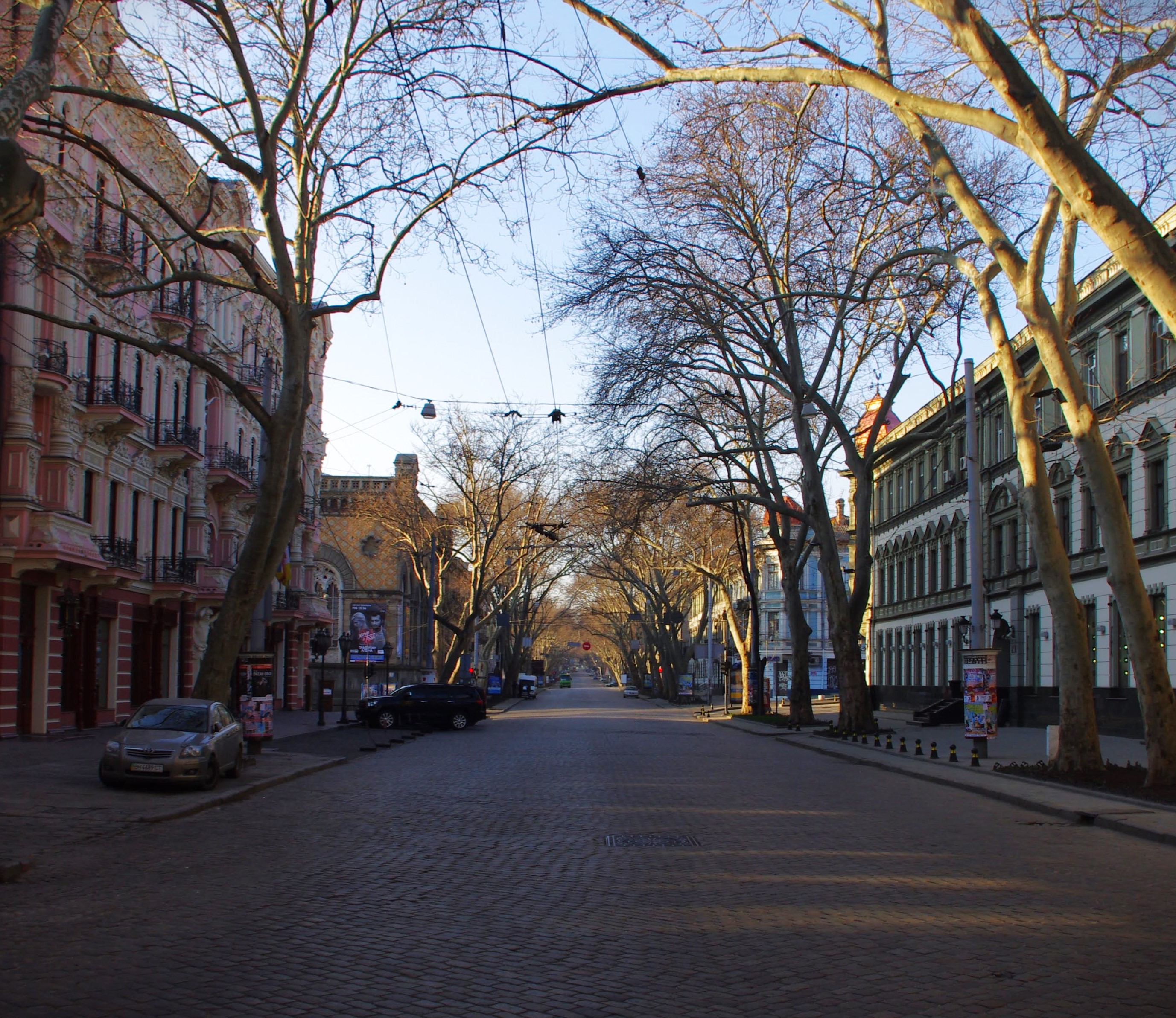
Вигляд на вулицю в бік Залізничного Вокзалу.

Первинно вулиця носила назву Італійська. 25 червня 1880 року вулицю перейменовують на «Пушкінську». Незважаючи на те, що Олександру Пушкіну доводилося зупинятися в різних будинках Одеси, музей, присвячений поетові, вирішили відкрити в будинку № 13 на цій вулиці. Там же знаходиться і пам'ятник Пушкіну з тростиною (іноді без), який одесити встановили на честь 200-річчя поета.
На Італійській вулиці розташовані Почесне консульство Італії, Музей західного та східного мистецтва, Одеська обласна філармонія (колишня «Нова біржа»), готель «Бристоль», Центральний універмаг.
Письменник Ісаак Бабель так описав вулицю в одному зі своїх творів: «З вікна летіли прямі вулиці, якими ходили дитинством моїм і юністю, — Пушкінська тяглася до вокзалу, Мало-Арнаутська вдавалася в парк біля моря».
26 липня 2024 року розпорядженням Начальника Одеської ОВА Пушкінська вулиця перейменована на Італійську вулицю.

## Мешканці

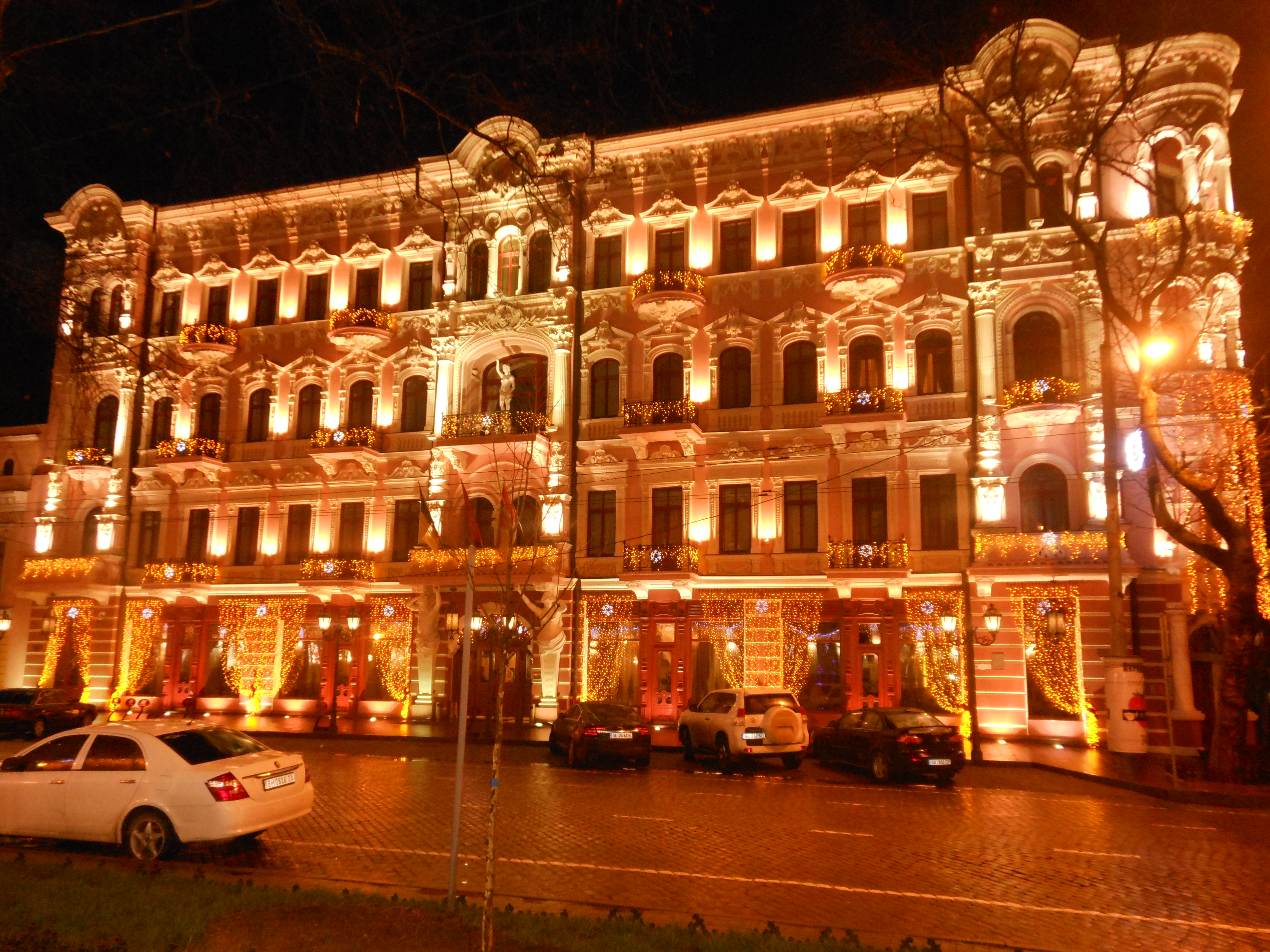
Готель «Брістоль», Італійська, 15

- В будинку № 2 — Готель «Європейський».
- Будинку № 3 — будинок Рафаловича (1870, Ф. В. Гонсіоровський) нині прокуратура Одеської області.
- Будинку № 4 — Будинок Маразлі (нині — Одеське обласне базове медичне училище).
- Будинок № 5 — Будинок Перецю (1881, Ф. В. Гонсіоровський).
- Будинок № 6 — Будинок Ягницького (1835, архітектор Ф.Боффо).
- Будинок № 7 — Почесне консульство Італії.
- Будинок № 9 — Музей західного та східного мистецтва.
- Будинок № 10 — Товариство взаємного кредиту (1901—1903, А. А. Бернардацці).
- Будинок № 12 — Будинок банківських службовців, побудований в 1906 за проектом архітектора Ю. М. Дмитренко.
- В будинку № 15 проживали: — у січні 1926 р. великий американський письменник Теодор Драйзер; — у 1929 р. французький письменник Анрі Барбюс; — у 1940 р. італійський письменник Джовані Джермането; — 22-25 травня 1941 р. німецький письменник Віллі Бредель; — 8-21 жовтня 1935 р. німецький письменник-антифашист Фрідрих Вольф; — у 1925 р. поет Дем'ян Бєдний.
- В будинку № 52 жили художники: кв. 4. — Штівельман Юхим Вікторович[2]; кв. 7. — Злочевський Юрій Михайлович[3].